# Нови Агатуполи
Нови Агатуполи (грч. Νέα Αγαθούπολη, Неа Агатуполи) је приморско насељено место у општини Пидна-Колиндрос у периферији Средишња Македонија, Грчка. Према попису из 2021. године било је 204 становника.
Насеље је подигнуто после 1923. године насељавањем грчких избегличких породица из Ахтопола (Агатуполи) у Бугарској, којих је на попису из 1928. године било 377.